# Micropotamogale
Micropotamogale é um gênero de mamífero da família Tenrecidae.

## Espécies
- Micropotamogale lamottei Heim de Balsac, 1954
- Micropotamogale ruwenzorii (de Witte e Frechkop, 1955)